# Anecy Rocha
Anecyr de Andrade Rocha (Vitória da Conquista,  26 de outubro de 1942 — Rio de Janeiro, 27 de março de 1977) foi uma atriz brasileira que atuou no cinema, televisão e teatro.
Foi uma atriz premiada no cinema, tendo atuado entre os anos 1960 e 1970. Era a irmã mais nova do cineasta Glauber Rocha. Morreu precocemente após um acidente em 1977, aos 34 anos.

## Primeiros anos
Anecy Rocha nasceu em Vitória da Conquista, na Bahia, em 1942. Sua mãe era Lúcia Mendes de Andrade Rocha e seu pai Adamastor Bráulio Silva Rocha. Foi a mais nova de quatro irmãos - o mais velho deles já tinha seguido o caminho das artes: era o cineasta Glauber Rocha. Outra irmã, Ana Marcelina, morreu aos 11 anos, o que levou Glauber a se tornar superprotetor com sua irmã caçula.
Anecy estreou no teatro aos cinco anos de idade. Ainda cursando a Escola de Teatro da Universidade Federal da Bahia (UFBA), recebeu um convite para trabalhar com o diretor Nelson Pereira dos Santos, mas teve que recusar o convite devido à proibição de seu pai.

## Carreira
Sua estreia no cinema brasileiro aconteceu em 1964, com o curta-metragem Moleques de Rua. Em seguida recebeu um convite do cineasta Walter Lima Júnior, que se tornaria seu marido, para atuar no filme Menino de Engenho e, logo em seguida, em A Grande Cidade, de Cacá Diegues. O cineasta disse em entrevista que tinha muito orgulho de ter trabalhado com ela, e que era uma grande amiga.
Logo se tornou uma das musas do Cinema Novo por suas atuações memoráveis. Seu rosto expressivo chamou a atenção da televisão, e ela estreou em telenovelas, como a sofrida Licinha, de Bandeira 2, da Rede Globo, em 1971. Mas foi no cinema nacional que Anecy brilhou e conquistou unanimidade da crítica e vários prêmios.
Em seu último filme, A Lira do Delírio, foi bastante elogiada pelos críticos, que a compararam "com uma Ingrid Bergman dos primeiros tempos". Ela ganhou um Candango de Melhor Atriz póstumo no Festival de Brasília de 1978 pela sua atuação.

## Vida pessoal
Namorou com o cineasta Rogério Duarte entre 1959 e 1960, e depois com o cinegrafista alemão Hans Bantel em 1960, se casando com ele em 1961. Ficou casada com ele até 1964, quando se separou. Em 1965, se casou de novo, com o diretor Walter Lima Júnior, com quem ficou até o fim da vida. Eles tiveram um filho, Jorge.
Morreu tragicamente aos 34 anos, ao cair no fosso do elevador do prédio em que morava, no Botafogo, no Rio de Janeiro, à época da finalização das filmagens de A Lira do Delírio, dirigido pelo marido Walter Lima Júnior. Foi sepultada no Cemitério de São João Batista, também no Rio de Janeiro.

## Filmografia

### Cinema
| Filme              | Ano  | Diretor                   | Papel          |
| ------------------ | ---- | ------------------------- | -------------- |
| Menino do Engenho  | 1965 | Walter Lima Jr.           |                |
| A Grande Cidade    | 1966 | Carlos Diegues            | Luzia          |
| As Amorosas        | 1968 | Walter Hugo Khouri        | Ana            |
| Brasil ano 2000    | 1969 | Walter Lima Jr.           | Filha          |
| Pecado Mortal      | 1970 | Miguel Faria Jr.          | Anecy          |
| Os Herdeiros       | 1970 | Carlos Diegues            |                |
| Em Família         | 1970 | Paulo Porto               | Corinha        |
| Faustão            | 1970 | Eduardo Coutinho          |                |
| Na Boca da Noite   | 1971 | Walter Lima Jr.           |                |
| O Amuleto de Ogum  | 1971 | Nelson Pereira dos Santos | Eneida         |
| Tenda dos Milagres | 1977 | Nelson Pereira dos Santos | Dra. Edelweiss |
| A Líra do Delírio  | 1978 | Walter Lima Jr.           | Ness Eliott    |

### Televisão
| Novela     | Ano  | Diretor    | Papel   |
| ---------- | ---- | ---------- | ------- |
| Bandeira 2 | 1971 | Rede Globo | Licinha |

### Outros
| Espetáculo                                         | Ano  | Cargo    | Papel    |
| -------------------------------------------------- | ---- | -------- | -------- |
| Antígona                                           | 1964 | Atriz    | Antígona |
| Baby Consuelo & os Novos Baianos no Final do Juízo | 1971 | Produção |          |